# 越前岬沖地震
越前岬沖地震（えちぜんみさきおきじしん）は、1963年（昭和38年）3月27日、日本の福井県越前岬沖の若狭湾で発生したマグニチュード6.9の地震である。

## 概要
1963年3月27日6時34分39秒に発生。震央は福井県越前岬沖の若狭湾（北緯35度48分54秒 東経135度47分30秒）。震源の深さは14キロメートル。地震の規模を示すマグニチュードは6.9。福井県敦賀市と兵庫県豊岡市で最大震度5を観測した。
気象庁はこの地震に対し、越前岬沖地震と命名した。
同日15時49分23秒に最大余震が発生。震央は同じく若狭湾（北緯35度45分12秒 東経135度47分18秒）。震源の深さは7キロメートル。マグニチュード5.2。敦賀市で最大震度4を観測した。

## 各地の震度
震度4以上の揺れを観測した地点は以下の通り。
| 震度 | 都道府県 | 市区町村             |
| ---- | -------- | -------------------- |
| 5    | 福井県   | 敦賀市               |
| 5    | 兵庫県   | 豊岡市               |
| 4    | 福井県   | 福井市               |
| 4    | 岐阜県   | 萩原町 恵那市 白鳥町 |
| 4    | 愛知県   | 名古屋市千種区       |
| 4    | 三重県   | 亀山市 津市          |
| 4    | 滋賀県   | 彦根市               |
| 4    | 京都府   | 舞鶴市               |
| 4    | 大阪府   | 大阪市中央区         |
| 4    | 兵庫県   | 姫路市               |
| 4    | 奈良県   | 奈良市               |

## 被害
敦賀市や小浜市など、福井県の若狭湾沿岸約50キロメートルにわたって被害があった。建物の被害は、全壊5棟（うち住家2棟）、半壊6棟（うち住家4棟）。そのほか、山崩れ、土砂崩れ、道路の亀裂、墓石の転倒などの被害があった。